# Rain on the Roof
«Rain on the Roof» (a veces titulada «You and Me and Rain on the Roof») es una canción de la banda pop estadounidense The Lovin' Spoonful, escrita por John Sebastian. Fue lanzado como single en octubre de 1966 y se incluyó en el álbum Hums of the Lovin' Spoonful al mes siguiente. La canción alcanzó el número diez en la lista Billboard Hot 100, convirtiéndose en el sexto sencillo consecutivo de The Lovin' Spoonful en llegar al top ten en los Estados Unidos.
«Rain on the Roof» presenta varias guitarras tocadas por Sebastian y Zal Yanovsky, así como un arpa irlandesa. Lanzado tres meses después del sencillo de estilo de rock más duro «Summer in the City», «Rain on the Roof» representó un regreso al sonido más suave por el cual The Lovin' Spoonful se había hecho conocido. Los críticos contemporáneos notaron la diferencia entre los sencillos, aunque todavía criticaron positivamente «Rain on the Roof».

## Composición y grabación
John Sebastian compuso «Rain on the Roof» después de pasar una noche escuchando la lluvia con su esposa Loretta «Lorey» Kaye en su apartamento de Greenwich Village. La canción describe de manera similar a dos amantes que escuchan la lluvia, mientras presenta una melodía que sugiere el modo griego mixolidio. Producida y arreglada por el productor regular de The Lovin' Spoonful, Erik Jacobsen, la grabación presenta una interacción de guitarras entre Zal Yanovsky y Sebastian, incluyendo una guitarra de doce cuerdas acústica Ditson y una guitarra de acero con pedal. Además, Sebastian tocaba un arpa irlandesa, un instrumento de cuerda que adquirió cuando la banda visitó Dublín en abril de 1966. Yanovsky agregó más elementos con su guitarra eléctrica Guild Thunderbird. Para generar un sonido parecido al de una trompa, apagó los agudos de su guitarra pero aumentó los agudos y la ganancia del amplificador, lo que resultó en distorsión y el comienzo de la retroalimentación. Yanovksy usó su amplificador estándar, un Fender Super Reverb, que más tarde dijo que agregó un extremo inferior adicional al mismo tiempo que era ruidoso.
El bajista Steve Boone reflexionó más tarde que estaba «hipnotizado» por el trabajo de guitarra de cada uno de sus compañeros de banda, y lo caracterizó como «como música del cielo». El autor Bernard Gendron considera que las guitarras recuerdan a los clavicémbalos, lo que le lleva a situar la canción en la tendencia del pop barroco contemporáneo. En cambio, el autor Maury Dean considera la canción soft rock, debido a su melodía de guitarra de doce cuerdas.
Después de grabar la pista de acompañamiento, los primeros intentos de la banda de grabar voces incluyeron una ronda cantada por Sebastian, Yanovsky y el baterista Joe Butler, similar en estilo a su canción de 1965 «Didn't Want to Have to Do It». Abandonaron este formato para la grabación final y optaron por una voz solista de Sebastian. La grabación se desvanece en un acorde de séptima dominante, lo que según el musicólogo Walter Everett significa que la canción «nunca [logra] un cierre de cadencia completa», dejándola sin resolver.

## Lanzamiento y recepción
La posibilidad de lanzar «Rain on the Roof» como sencillo generó desacuerdo entre los miembros de The Lovin' Spoonful. El sencillo anterior de la banda, «Summer in the City», presentaba un sonido más duro que su producción anterior, y atrajo a nuevos fanáticos al grupo después de alcanzar el número uno en el Billboard Hot 100 en agosto de 1966.  Tanto a Boone como a Butler les preocupaba que regresar a un sonido más suave con «Rain on the Roof» podría alienar a los nuevos fanáticos de la banda. Sebastian respondió que la banda debería evitar lanzar sencillos consecutivos que sonaran demasiado similares, y afirmó además que «Rain on the Roof» agregaría otra dimensión a su sonido.
Kama Sutra Records publicó «Rain on the Roof» como sencillo en octubre de 1966. En la edición del 8 de octubre de Billboard, el panel de revisión de la revista destacó la probabilidad de que la canción alcanzara el top 20 del Hot 100, y el sencillo debutó en la lista la semana siguiente en el número 76. Permaneció en la lista durante diez semanas y alcanzó el puesto número diez, lo que lo convirtió en el sexto sencillo consecutivo de The Lovin' Spoonful en llegar al top ten.  La canción se incluyó más tarde en el álbum de noviembre de 1966 de la banda, Hums of the Lovin' Spoonful, donde apareció como la pista de apertura del lado dos. Debido a que la canción compartía su nombre con una composición de 1931 de la compositora Ann Ronell, Kama Sutra cambió su título en Hums of the Lovin' Spoonful a «You and Me and Rain on the Roof».
El crítico de Billboard consideró «Rain on the Roof» como una continuación del «material original, fresco e impredecible» de la banda, y escribió que la «balada rítmica inteligente con [una] sensación barroca» era probablemente un éxito de taquilla. Los críticos de las revistas Cash Box y Record World destacaron la diferencia de la canción con «Summer in the City», Cash Box la calificó como un regreso a los «estilos de rock suave» de la banda. En una entrevista con la revista Melody Maker en diciembre de 1966, Bruce Woodley del grupo de pop australiano The Seekers elogió el trabajo de guitarra de la canción como hermoso mientras cuestionaba por qué la canción no era popular en el Reino Unido. Al escribir sobre la canción décadas después, el autor Charles Winick considera que la melodía y la letra de «Rain on the Roof» tienen más en común con la música de décadas anteriores que con la música rock contemporánea.

## Listas
| Listas (1966)                      | Posición más alta |
| ---------------------------------- | ----------------- |
| Australia National Top 40 (Go-Set) | 31                |
| Canada Top Singles (RPM)           | 12                |
| Países Bajos (Veronica Top 40)     | 11                |
| Países Bajos (Hilversum 3 Top 30)  | 13                |
| Estados Unidos (Billboard Hot 100) | 10                |
| EE. UU. Cash Box Top 100           | 9                 |
| EE. UU. Record World 100 Top Pops  | 6                 |

### Citas
1. 1 2 3 4 5 6 7 8 9  Diken, 2003.
2. 1 2 3 4 5 6 7 8  Boone y Moss, 2014, p. 148.
3. ↑  Levitin, 2008, p. 28.
4. ↑  Everett, 2009, p. 45.
5. ↑  Boone y Moss, 2014, pp. 116, 148.
6. 1 2  Everett, 2009, p. 48.
7. ↑  Simons, 2004, pp. 100–101.
8. ↑  Simons, 2004, p. 100.
9. ↑  Gendron, 2002, p. 343n59.
10. ↑  Dean, 2003, p. 191.
11. ↑  Everett, 2009, p. 138.
12. ↑  Boone y Moss, 2014, pp. 148–149.
13. ↑  Savage, 2015, p. 284.
14. ↑  Unterberger, Richie. «Summer in the City – The Lovin' Spoonful» (en inglés). AllMusic. Archivado desde el original el 11 de agosto de 2021. Consultado el 27 de febrero de 2023.
15. 1 2 3 4  Boone y Moss, 2014, p. 149.
16. ↑  Richards, Sam (Septiembre de 2021). «The Making of ... Summer in the City by The Lovin' Spoonful».  En Bonner, Michael, ed. UNCUT (en inglés) (292): 92-94  – via Internet Archive.
17. ↑  Savage, 2015, p. 561.
18. ↑  Rodriguez, 2012, p. 252.
19. 1 2  Anon. (8 de octubre de 1966). «Spotlight Singles». Billboard: 16.
20. ↑  «Billboard Hot 100 (para la semana que termina el 15 de octubre de 1966)». Billboard (en inglés). Archivado desde el original el 17 de febrero de 2023. Consultado el 27 de febrero de 2023.
21. ↑  Zimmerman y Zimmerman, 2004, p. 113.
22. ↑  Zimmers, 2009, pp. 14–15.
23. ↑  Ruhlmann, William. «Hums of the Lovin' Spoonful – The Lovin' Spoonful» (en inglés). AllMusic. Archivado desde el original el 17 de noviembre de 2022. Consultado el 27 de febrero de 2023.
24. 1 2  Anon. (8 de octubre de 1966). «Record Reviews». Cash Box: 10.
25. ↑  Anon. (8 de octubre de 1966). «Single Picks of the Week». Record World: 1.
26. ↑  Woodley, Bruce (10 de diciembre de 1966). «Blind Date: Bruce Woodley of the Seekers». Melody Maker: 10.
27. ↑  Winick, 2018, p. 46.
28. ↑  «Go-Set's National Top 40». Go-Set (en inglés). 21 de diciembre de 1966. Consultado el 27 de febrero de 2023.
29. ↑  «RPM 100». RPM (en inglés). 6 de diciembre de 1966. Consultado el 27 de febrero de 2023.
30. ↑  «Nederlandse Top 40 – The Lovin' Spoonful» (en neerlandés). Dutch Top 40. Consultado el 27 de febrero de 2023.
31. ↑  «The Lovin' Spoonful – Rain on the Roof» (en neerlandés). Dutch Single Top 100. Consultado el 27 de febrero de 2023.
32. ↑  «The Lovin' Spoonful - Chart History (Billboard Hot 100)». Billboard (en inglés). Consultado el 27 de febrero de 2022.
33. ↑  «Cash Box Top 100 – Week of November 19, 1966». Cash Box: 4. 19 de noviembre de 1966.
34. ↑  «Record World 100 Top Pops – Week of November 26, 1966». Record World: 25. 26 de noviembre de 1966.